# کتاب سرخ (یونگ)
کتاب سرخ یکی از کتاب‌های روانکاو آلمانی، کارل گوستاو یونگ است. متن اصلی این کتاب با مرگ یونگ در سال ۱۹۶۱  به صندوق امانات بانک سپرده شد و تا سال ۱۹۹۷ وراث او اجازه انتشار آن را نمی دادند. نوشتن این کتاب برای یونگ ده سال زمان برد و موضوع اصلی آن غرق شدن در عالم ناخودآگاه بود. اما خود یونگ از وارثینش خواست چون هیچ یک از هم عصرانش، این کتاب را درک نخواهند کرد، انتشار آن را تا چند دهه بعد از مرگش به تعویق بیاندازند. کتاب سرخ در واقع داستان سفرهای یونگ به عالم ناخودآگاه است که با تصاویری همراه شده و چون جلد دفتر دست‌نویس آن سرخ رنگ بود در جامعه انگلیسی زبانان به این نام شناخته شد و بعدها هم به همین نام به فارسی ترجمه شد. در مقدمه این کتاب از زبان یونگ می‌خوانیم:
«سال‌هایی که از آن‌ها با شما سخن گفته‌ام مهم‌ترین ایام زندگی من بوده‌اند. هر چیز دیگر که هست از اینجا سرچشمه می‌گیرد… و جزئیاتِِ پس از آن، دیگر اهمیت چندانی ندارند.»
«کتاب سرخ» کارل گوستاو یونگ را محمدرضا اخلاقی ترجمه کرده و نشر مصدق با همکاری انتشارات جامی آن را منتشر کرده‌است.